# جورج ستيوارت (لاعب كرة قدم مواليد 1947)
جورج ستيوارت (بالإنجليزية: George Stewart)‏ هو لاعب كرة قدم بريطاني في مركز قلب الدفاع، ولد في 29 أغسطس 1947 في إدنبرة في المملكة المتحدة. لعب مع نادي دندي ونادي كاودينبيث ونادي هيبرنيان.